# Горно-Абланово
Горно-Абланово (болг. Горно Абланово) — село в Болгарии. Находится в Русенской области, входит в общину Борово. Население составляет 1 120 человек.

## Политическая ситуация
В местном кметстве Горно-Абланово, в состав которого входит Горно-Абланово, должность кмета (старосты) исполняет Росен Иванов Иванов (Болгарская социалистическая партия (БСП)) по результатам выборов.
Кмет (мэр) общины Борово — Иван Георгиев Попов (партия Граждане за европейское развитие Болгарии (ГЕРБ)) по результатам выборов.